# Помакедоница
Помакедоница (мкд. Помакедонче) је погрдни назив који се користи у Републици Македонији за Србе у Македонији, који се опредељују национално као Македонци. Тај ретки колоквијални израз користи се саркастично од стране Срба у Републици Македонији који имају српску националну свест.